# ClicRBS
O clicRBS é um portal do Grupo RBS que oferece conteúdo online para o estado do Rio Grande do Sul. Integram o clicRBS os sites dos veículos de mídia impressa e eletrônica do Grupo RBS e canais próprios de notícias e serviços, conteúdo produzido por jornalistas e webdesigners. É possível acessar o clicRBS através da Globo.com no qual está hospedado.[carece de fontes?]
No clicRBS, o usuário recebe notícias atualizadas durante todo o dia, tem acesso aos conteúdos dos jornais da RBS e à programação ao vivo de rádios. O portal concentra também a maior parte das ações de interatividade dos veículos e oferece canais para as manifestações de opinião dos usuários de todas as mídias do grupo.
Até a venda da parte catarinense do Grupo RBS, que se tornou a NSC Comunicação, Santa Catarina tinha sua própria versão do portal. Inicialmente, logo após a transição de RBS para NSC, o portal continuou funcionando, mas sem o nome RBS. Após alguns meses, a NSC lançou seu próprio portal, o NSC Total, que substitui o ClicRBS em Santa Catarina.